# لورينت خريمونبريز
لورينت جورج خريمونبريز الشهير باسم فلوك خريمونبريز (14 ديسمبر 1902 - 22 مايو 1984) لاعب كرة قدم بلجيكي راحل كان يجيد اللعب في خط الهجوم.
لعب طوال مسيرته الرياضية في نادي غاند (1920-1943).
مثل منتخب بلجيكا في 10 مباريات مسجلا هدف واحد (1924-1934). شارك مع منتخب بلجيكا في بطولة كأس العالم 1934 في إيطاليا حيث خرج من الدور الثمن النهائي.

## وصلات خارجية
- لورينت خريمونبريز على موقع الاتحاد الدولي (مؤرشف)  (الإنجليزية)
- لورينت خريمونبريز على موقع الاتحاد البلجيكي (الإنجليزية)
- لورينت خريمونبريز على موقع قاعدة بيانات كرة القدم.إي يو (الإنجليزية)
- لورينت خريمونبريز على موقع ناشيونال فوتبول تيمز (الإنجليزية)
- لورينت خريمونبريز على موقع عالم كرة القدم.نت (الإنجليزية)
- لورينت خريمونبريز على موقع أوليمبيديا (الإنجليزية)

- هذا سيرة ذاتية